# Indonesia Arena
Le Indonesia Arena est une arène intérieure polyvalente située au complexe sportif Gelora Bung Karno à Jakarta, en Indonésie. Achevé en juin 2023, il a une capacité maximale de 16 500 places et a été l'un des sites de la Coupe du monde de basket-ball FIBA 2023.

## Historique

### Construction
L'Indonésie a été désignée co-hôte avec les Philippines et le Japon pour la coupe du monde FIBA 2023. Cependant, l'Indonésie avait besoin d'un site approprié d'une capacité d'au moins 8 000 places pour répondre aux normes de la FIBA,. Les sites existants comprennent l'Istora Senayan au sein du complexe sportif Gelora Bung Karno pouvant accueillir jusqu'à 7 200 personnes et la BritAma Arena qui ne peut accueillir que 5 000 personnes. Le gouvernement a décidé de construire une nouvelle arène couverte pour la Coupe du monde.
Lors d'une réunion entre le président de la Fédération indonésienne de basket-ball (PERBASI), Danny Kosasih, et le président Joko Widodo, ce dernier a promis de construire un nouveau site de basket-ball pour la Coupe du monde tandis que le premier a demandé que le nouveau site ait une capacité d'environ 15 000 à 20 000 places.
La construction du lieu alors sans nom a commencé en décembre 2021,. Le site du nouveau site se trouve sur un terrain précédemment occupé par une piste d'hélicoptère au complexe sportif Gelora Bung Karno.
Le ministère de la Jeunesse et des Sports a annoncé en juillet 2022 que l'arène couverte s'appellerait «Indonesia Arena».
L'Indonesia Arena a été officiellement inaugurée le 7 août 2023 par le président indonésien, Joko Widodo.

## Installations
L'Indonesia Arena est une arène intérieure polyvalente qui peut être utilisée pour divers sports en salle, tels que le basket-ball, le badminton et le volley-ball, ainsi que pour des activités non sportives telles que des concerts. Il a une capacité maximale de 16 500 places assises qui peut être temporairement réduite si nécessaire.

## Événements notables

### Basket-ball
Le premier événement dans l'arène était un événement test pour la Coupe du monde de basket-ball FIBA 2023 appelé «Indonesia International Basketball Invitational» qui s'est tenu du 2 au 5 août 2023. L'Indonésie, les Patriotes indonésiens, la Syrie et les ÉAU ont participé à l'événement.

#### Coupe du monde de basket-ball FIBA

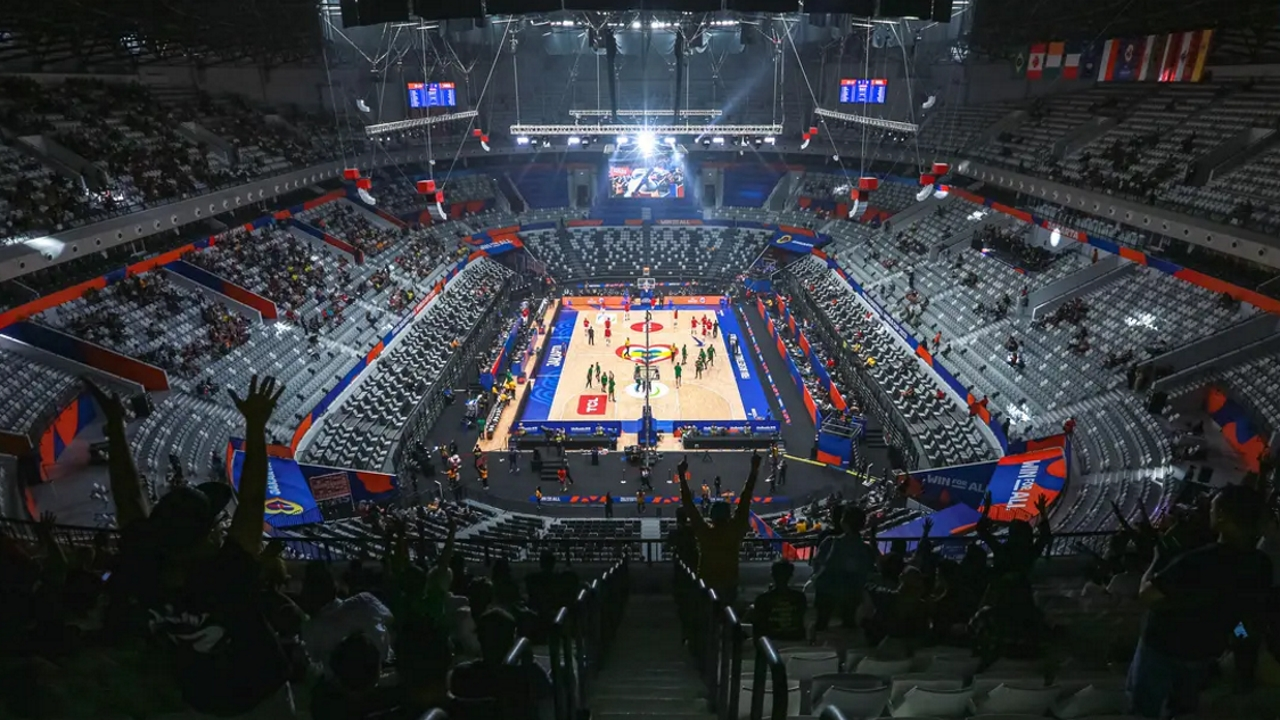
L'Indonésie Arena lors du match du groupe G de la Coupe du monde de basket-ball FIBA 2023 entre l'Iran et le Brésil

L'Indonesia Arena devient l'un des sites hôtes de la Coupe du Monde FIBA 2023, qui sera co-organisée par l'Indonésie, le Japon et les Philippines du 25 août au 10 septembre 2023. L'arène accueillera les matchs des groupes G et H du premier tour, ainsi que les matchs des groupes L et P du deuxième tour.